# Orense (Buenos Aires)
Orense es una localidad argentina del partido de Tres Arroyos, ubicada en la zona costera sur de la provincia de Buenos Aires. Se encuentra emplazada sobre la ruta provincial 72, entre Energía (41 km de ruta) y San Francisco de Bellocq (18 km de ruta). Dista aproximadamente 570 km de ruta de la ciudad de Buenos Aires y 70 km de Tres Arroyos (la cabecera del partido homónimo).
La localidad fue fundada en 1913 y lleva consigo una rica historia. El nombre de la localidad encuentra su inspiración en la tierra natal (Orense-España) de Ramón Santamarina, uno de los primeros terratenientes de esas tierras.
La localidad Orense tiene un vínculo particular con la localidad turística Balneario Orense (o Punta Desnudez). Por un lado el nombre de esta localidad turística manifiesta pertenencia o relación estrecha con la primera. Por otro, el origen del balneario está íntimamente relacionado con los Orensanos.Distan tan solo 15 km, y para acceder desde otras localidades es necesario inevitablemente atravesar completamente el pueblo de Orense.
El número de habitantes de la localidad ha rondado los 2000, siendo ligeramente superior, según los registros censales de 1991, 2001 y 2010. Resulta una de las localidades más pobladas del partido de Tres Arroyos.

## Historia
En sus comienzos era un vasto campo dividido por un arroyo, al cual los amerindios -sus antiguos pobladores- llamaron Huinca Loo, el cual luego es rebautizado como arroyo Cristiano Muerto.
El 1 de diciembre de 1910 se fundó la estación ferroviaria Orense en tierras donadas por la Sra. Ángela Santamarina de Temes, hija de Ramón Santamarina, oriundo de la ciudad gallega de Orense. El 19 de diciembre de 1913 ingresa una nota de Agustín Lizardi al Ministerio de Obras Públicas de la provincia de Buenos Aires "informando su deseo de fundar un pueblo y colonia al que se le daría el nombre de Orense".

## Población
Cuenta con 2180 habitantes (Indec, 2022), lo que representa un descenso del 5,6% frente a los 2063 habitantes (Indec, 2010) del censo anterior.
| Gráfica de evolución demográfica de Orense entre 1960 y 2022 |
|                                                              |
| Fuente: Censos nacionales del INDEC .(1960-1980).            |

## Parroquias de la Iglesia católica en Orense
| Arquidiócesis | Bahía Blanca           |
| ------------- | ---------------------- |
| Parroquia     | San Marcos Evangelista |